# 郡山市立郡山第二中学校
郡山市立郡山第二中学校（こおりやましりつ こおりやまだいに ちゅうがっこう）は、福島県郡山市神明町にある公立の中学校。

## 沿革
- 1947年（昭和22年）4月25日 - 設置、福島県郡山市立赤木中学校と称する。
- 1947年（昭和22年）5月7日 - 開校式挙行。この日を開校記念日とする。
- 1949年（昭和24年）3月31日 - 校名変更により、福島県郡山市郡山第二中学校と改称。
- 1953年（昭和28年）12月16日 - 学制80周年記念事業として、校旗校歌を制定。

## 交通
- JR東日本郡山駅より徒歩20分。
- 福島交通第二中学校バス停下車すぐ。

## 周辺
- 福島県立安積黎明高等学校 - 近隣に位置する高等学校。
- ザ・モール郡山
- 郡山市立芳山小学校

## 著名な出身者
- 佐藤祐子 - プロ合唱団 東京混声合唱団団員
- 加藤菜々子 - ヴァイオリニスト
- 久保田敏生 - 声楽家、テノール歌手（東京藝術大学卒業）
- 田母神一喜 - 陸上選手(中距離走)
- 目黒優佳 - バレーボール選手
- 目黒安希 - バレーボール選手
- 目黒愛梨 - バレーボール選手